# コラーダ

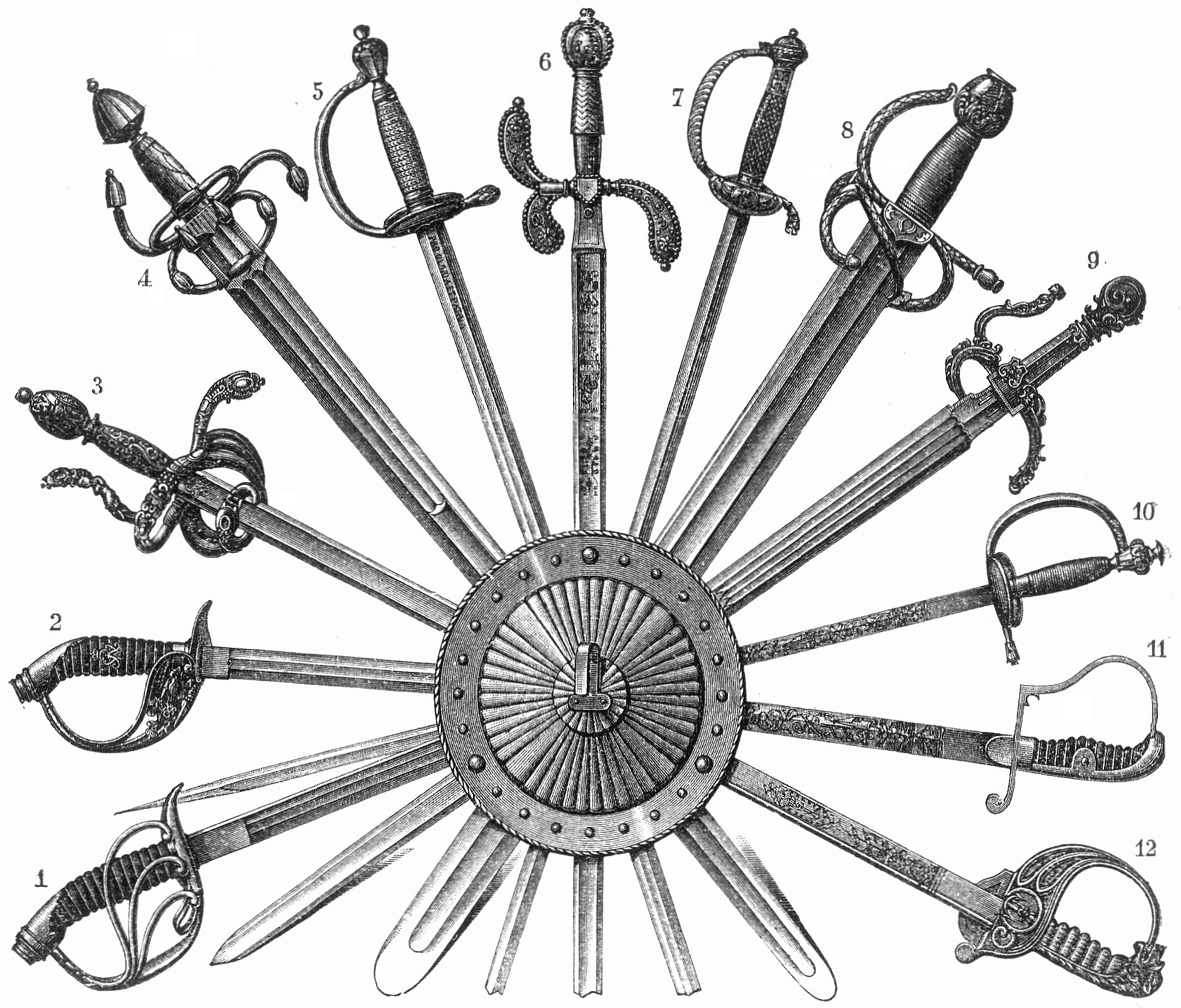
フェリペ2世 (スペイン王)の武器コレクション。8番目がコラーダ

コラーダ（スペイン語：Colada）とは、スペインの叙事詩である『わがシッドの歌』の主人公であり、実在の人物ロドリーゴ・ディアス・デ・ビバール（通称エル・シッド）が帯びていたといわれる伝説の2振りの剣のうちの1本である。しかし、ロドリーゴ・デイアス"エル・カンペアドール"がコラーダと呼ばれた剣を帯びていたという同時代の史料は存在しない。
このように信憑性が疑われているが、エル･シッドが使っていたコラーダといわれている剣が、16世紀に剣の柄を変えてマドリードの王宮で保管されている。

## 劇中のコラーダと話の流れ
- バルセロナ伯爵ラモン・バランゲーをエル･シッドが打ち破りコラーダを獲得。
- エル・シッドの二人の娘と娘婿カリオーンの公子達の結婚時に、ティソーナとコラーダを娘婿に渡す。
- エル・シッドと折り合いが悪くなった娘婿たちが娘達に乱暴して森に放置して逃亡
- 激昂したエル･シッドは王に裁判開催を願い出る。
- 裁判で慰謝料と剣の返却と決闘の開催が決定する。
- 決闘前に、エル・シッドから配下マルティーン・アントリーネスにコラーダが渡される。
- 元娘婿ディエゴ・ゴンサーレスはマルティーンのコラーダで兜を割られ、剣の平で殴られ逃亡する[2]。

## 語源
セバスティアン・デ・コバルビアスによると、 コラーダは明らかに「acero colado（鋳鋼）」から作られた剣を意味している。